# پایکوب
پایکوب یا سالتاتور (نام علمی: Saltator) نام یک سرده از تیره کاردینال است.

## گونه‌ها
این سرده شامل ۱۵ گونه است:
- پایکوب آنتیل کوچک, Saltator albicollis
- پایکوب راه‌راه, Saltator striatipectus
- پایکوب خاکستری, Saltator coerulescens
- پایکوب گلوزرد, Saltator maximus
- پایکوب سرسیاه, Saltator atriceps
- نوک‌بزرگ توسی‌رنگ, Saltator grossus
- نوک‌بزرگ گلوسیاه, Saltator fuliginosus
- پایکوب سیاه‌بال, Saltator atripennis
- پایکوب سبزبال, Saltator similis
- پایکوب اورینوکو, Saltator orenocensis
- Black-cowled saltator, Saltator nigriceps
- پایکوب منقارطلایی, Saltator aurantiirostris
- پایکوب نوک‌درشت, Saltator maxillosus
- پایکوب نقاب‌دار, Saltator cinctus
- Black-throated saltator, Saltator atricollis